# The Girl from Everywhere
Pour plus de détails, voir Fiche technique et Distribution.
The Girl from Everywhere est une comédie américaine réalisée par Edward F. Cline, sortie en 1927. Produite par Mack Sennett, c'est une parodie des films muets, qui met en scène des « Bathing Beauties ». Le film comporte quelques séquences en technicolor.

## Synopsis
Un réalisateur rencontre de nombreuses difficultés et différentes péripéties lors de la réalisation d'un film.

## Fiche technique
- Réalisation : Edward F. Cline
- Scénario : Vernon Smith, Harry McCoy, Al Giebler, Betty Browne (en)
- Producteurs : Mack Sennett, John A. Waldron
- Photographie : St. Elmo Boyce, Lee Davis, Chandler House, Louis Jennings, Vernon L. Walker
- Montage : William Hornbeck
- Production : 	Mack Sennett Comedies
- Type : Court métrage en noir et blanc, Technicolor
- Genre : Comédie
- Distributeur : Pathe Exchange, Wardour Films (UK)
- Durée : 45 minutes
- Date de sortie : 11 décembre 1927

## Distribution
- Daphne Pollard : Minnie Stitch
- Dot Farley : Madame Zweibach

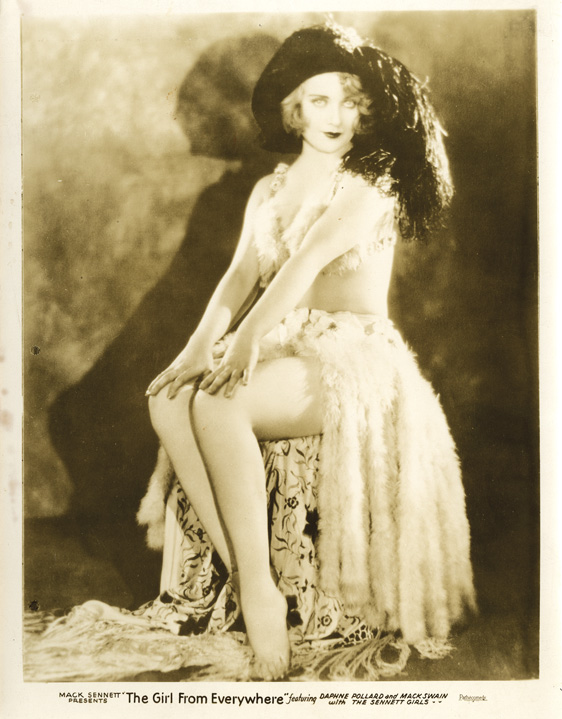
Carole Lombard en Sennett girl.

- Mack Swain : Wilfred Ashcraft - Director
- Carole Lombard : Vera Veranda - Miss Anybody
- Irving Bacon : The Casting Director
- Roger Moore : Mr. Filbert - Actor
- Sterling Holloway : Assistant Director
- Billy Bevan : Messenger
- Andy Clyde : Publicity Man
- Barney Hellum : Cameraman
- Willy Castello : Arab Sheik
- Carmelita Geraghty : Bathing Girl
- Ruth Hiatt : Mabel Smith
- Mary Ann Jackson : Bubbles Smith
- Raymond McKee : Jimmy Smith